# Пагаль, Жан-Клод
Жан-Клод Пагаль (фр. Jean-Claude Pagal; 15 сентября 1964, Яунде, Камерун) — камерунский футболист, защитник. 

## Карьера
Жан-Клод родился в Яунде, Камерун, но начал свою карьеру во французском «Лансе», за который играл первые семь лет своей карьеры. В 1989 году стал игроком «Ла-Рош», играющем во второй лиге. Через год перешёл в «Сент-Этьен». В тот же период впервые вызвался в главную сборную Камеруна. С ней он добился исторического результата для африканской сборной — дошёл до четверть-финала Чемпионата мира по футболу 1990 года. В сезоне 1993/94 отправился в «Мартиг», но отыграл там лишь сезон. Следующей командой стал «Америка» (Мехико) из мексиканской лиги. Анри Мишель выгнал игрока из расположения сборной перед чемпионатом мира 1994 года.
В 1997 году безуспешно проходил просмотр в английских клубах «Оксфорд Юнайтед» и «Дерби Каунти».

## Достижения
- Финалист Кубка Гамбарделлы: 1983